# 斗南鎮
斗南鎮（羅亞語：Dalivoe），舊稱「他里霧」，位於臺灣雲林縣中央偏南，在雲林縣都市計畫中屬於縣內四大區域「環形城市」的成員之一。由於斗南鎮在日治時期起已有縱貫鐵路經過並設站，公路方面有台1線、台78線、中山高速公路等行經，交通便利促使斗南鎮的地位逐漸增強，工商業逐漸繁榮，成為雲林縣重要的交通中心之一。全鎮經濟產業以農業為主，並主要生產稻穀、蔬菜、甘蔗、馬鈴薯、玉米、菸草等農作物，工業方面以農產品加工業與手工業為主，商店則多為雜貨、米穀、肉類、日用品的販賣。

## 歷史
斗南鎮是由台灣原住民洪雅族（平埔族之一支）的他里霧社（Dalivoe）社名名音譯而來，而猴悶社（Cunaumui）是現在本鎮將軍里溫厝角，位於嘉南平原。
斗南於明鄭時期便已經有漢人前來開墾，乾隆年間逐年市街。是雲林地方最早開發地方。清治時期時先屬諸羅縣轄下的他里霧社，清光緒十二年因雲林縣建縣改隸雲林縣，為十六保之一，轄本鎮及古坑鄉湳仔、麻園、虎尾鎮惠來厝過溪仔，大埤鄉埔羌崙等計五十八庄。 
台灣日治時代初期，初置他里霧支廳，在日本統治早期的兒玉源太郎總督，後藤新平民政長官時代，曾發生過稱為他里霧事件的殺害降俘事件（又名歸順會場事變）。
1897年（明治三十年）因應街庄長設置辦法之訂定改隸斗六廳。
1907年（明治四十年）改隸嘉義廳。
1910年（明治四十三年），設他里霧區，置他里霧區長役場。
1920年10月1日（大正九年），地方制度改革，改名為「斗南」，隸屬於台南州斗六郡。斗南名稱的由來，因位於斗六以南，故稱斗南，剛好日本也有斗南藩（となみはん，現青森縣陸奧市斗南丘），所以被日本人改為斗南。
日本投降，國民政府接收臺灣以後，1946年（民國35年）1月11日成立斗南鎮公所。
1950年（民國39年）10月25日改屬於雲林縣。

## 地理

### 地形
斗南鎮位於雲林縣中央偏南，東與斗六市、古坑鄉為鄰，西界大埤鄉，北毗虎尾鎮，南鄰嘉義縣大林鎮。行政區域東西寬約15公里，南北長約16公里，面積約為48平方公里。
屬於平原地形，共有新虎尾溪、雲林溪、石牛溪、崙仔溪、大湖口溪，由東向西貫穿斗南鎮。斗南鎮的地質屬於現代沖積層，土壤為河川近代沖積土，占地最廣的是砂頁岩新沖積土，占全鎮面積58%，黏板岩和砂頁岩混合沖積土次之，占全鎮面積13%，黏板岩沖積土共209公頃，分布於新虎尾溪一帶，紅壤最少，約73.4公頃。母岩為第三紀之沙岩。

### 氣候
氣候屬於亞熱帶氣候區，年平均溫度高於攝氏22℃，平均降雨量在1400公厘，主要集中在5至9月，11月下旬至翌年3月下旬為乾季，雨水來源以熱帶雨和颱風雨為主。

### 人口
根據雲林縣斗南戶政事務所統計，2024年底斗南鎮戶數約1.7萬戶，人口約4.4萬人，鎮內人口最多與最少的里分別是明昌里與新南里，2024年底兩里人口分別為4,142人與808人。斗南鎮與雲林縣其他地區相同，面臨人口老化與少子化的問題，2024年底時，斗南鎮僅有10.52%是0至14歲人口，68.58%是15至64歲人口，65歲以上人口則有20.91%。

## 政治

### 歷屆鎮長
| 任次  | 姓名   | 備註 |
| ----- | ------ | ---- |
| 1     | 陳奎牛 |      |
| 2     | 李坤英 |      |
| 3     | 李坤英 |      |
| 4     | 黃 象  |      |
| 5     | 黃 象  |      |
| 6     | 陳天錫 |      |
| 7     | 陳天錫 | 過世 |
| 7補選 | 劉濯清 |      |
| 8     | 劉濯清 |      |
| 9     | 張清泉 |      |
| 10    | 張清泉 |      |
| 11    | 張勝雄 |      |
| 12    | 簡錦全 |      |
| 13    | 簡錦全 |      |
| 14    | 李永章 | 過世 |
| 14    | 陳淑雀 | 代理 |
| 15    | 黃福窮 |      |
| 16    | 張勝雄 |      |
| 17    | 張勝雄 |      |
| 18    | 沈暉勛 |      |
| 19    | 沈暉勛 | 現任 |

### 鎮政組織
斗南鎮公所是斗南鎮最高層級的地方行政機關，在中華民國政府架構中為縣轄鎮自治的行政機關，同時負責執行縣政府及中央機關委辦事項，斗南鎮的自治監督機關為雲林縣政府。鎮長由全體鎮民直接選舉產生，任期為四年，可連選連任一次。斗南鎮公所並置鎮政會議，為鎮政最高決策機構，在鎮長之下，設有5課4室等9個內部單位及5個附屬機關。
斗南鎮民代表會是斗南鎮的最高民意機關，代表斗南鎮全體鎮民立法和監察鎮政。鎮民代表由公民直選選出，任期為四年，可連選連任。斗南鎮民代表會共有11位鎮民代表，分別為第一選區3席鎮民代表、第二選區2席鎮民代表、第三選區4席鎮民代表、第四選區2席鎮民代表，主席、副主席由11位鎮民代表互選產生。

### 行政區
斗南鎮共有24里：
- 東仁、西岐、南昌、北銘、中天、大同
- 舊社、林子、石龜、石溪、靖興
- 田頭、新光、將軍、阿丹、東明
- 明昌、小東、大東、埤麻、西伯、僑真
- 新崙、新南

最東邊是將軍里（竹頭角仔），最西為新崙里（新崙），石溪里石龜溪位於最南邊，最北是田頭里（溪蒲寮）。

### 其他行政機關

雲林縣斗南鎮戶政事務所

農業部台南區農業改良場斗南分場：
雲林縣斗南鎮630石溪里復興路1-15號 (05) 597-0728
衛生福利部雲林教養院：
雲林縣斗南鎮忠孝路157號 (05) 595-4359
交通部高速公路局中區養護工程分局斗南工務段：
雲林縣斗南鎮小東里大業路119號(國1斗南交流道):(05)597-3140:
交通部公路局雲嘉南區養護工程分局第一工務段：
雲林縣斗南鎮延平路二段128號 (05) 597-1014
雲林縣農會：
雲林縣斗南鎮永安街57號 (05) 595-5918::
斗南鎮農會精米工場（斗南鎮農會糧食工廠第二廠）：
雲林縣斗南鎮田頭里延平北路111號 (05)5968-583
雲林縣警察局斗南分局：
雲林縣斗南鎮文昌路500號 (05) 597-2005
雲林縣消防局斗南分隊：
雲林縣斗南鎮自強路11號 (05) 597-2374

## 文化

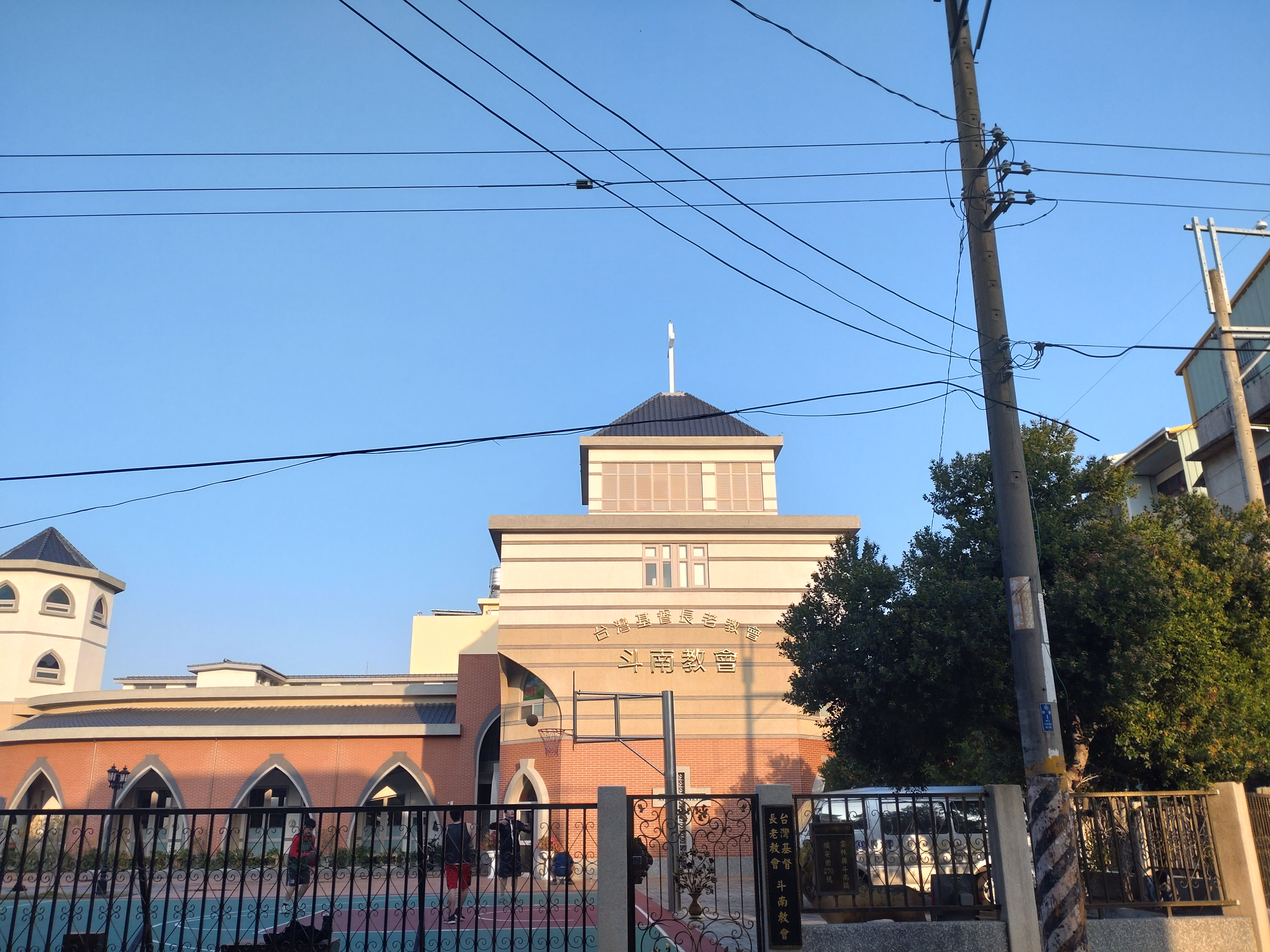
嘉義中會斗南教會
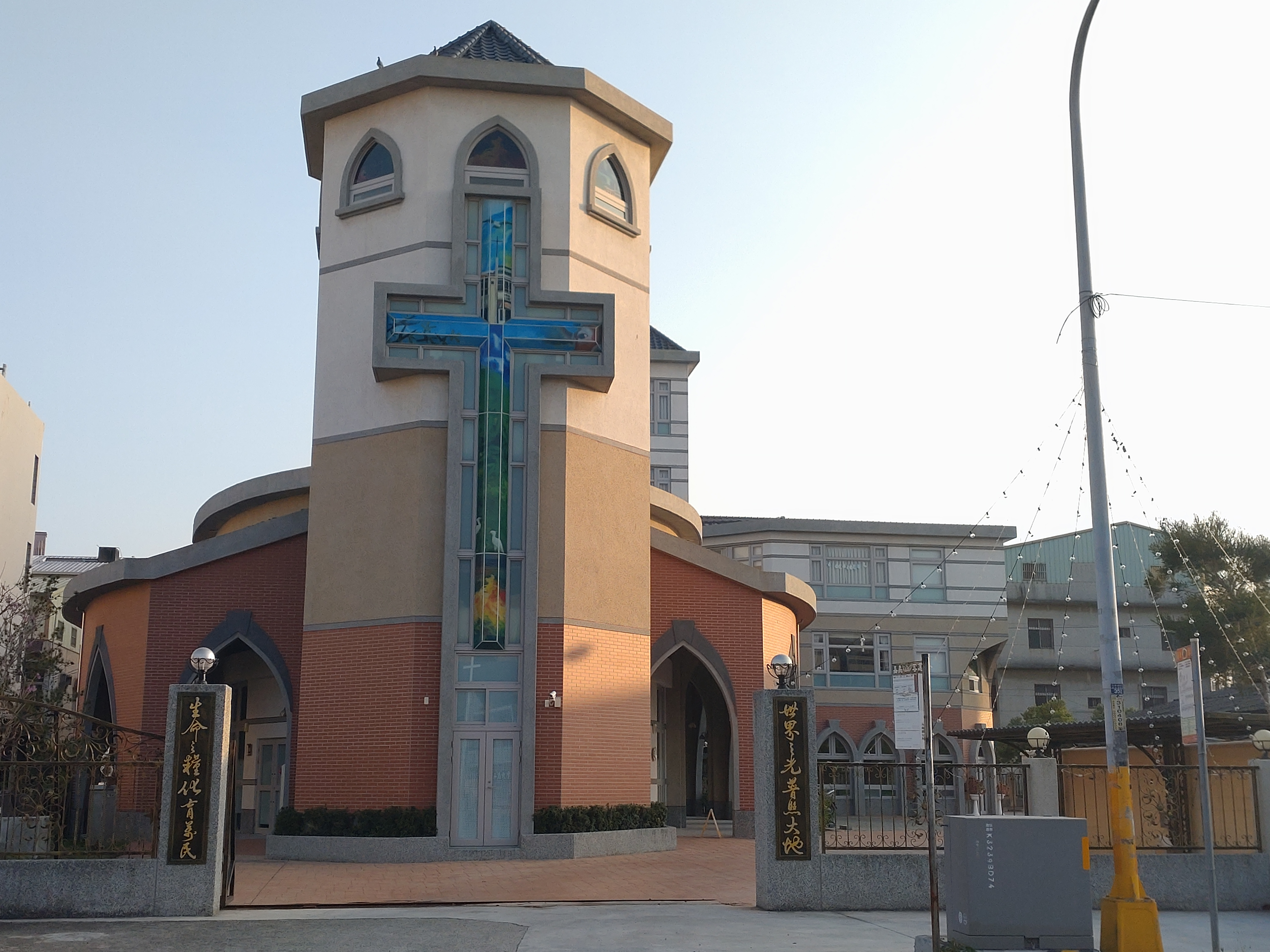
斗南教會側門

## 經濟

### 產業
本鎮的交通非常發達，有台鐵斗南站、國道一號、省道及78快速道路做為主要連外道路，經濟結構以農業型經濟為主，農牧業非常發達，鎮內種植之馬鈴薯更是遠近馳名，在一級產業的就業人口可說相當之多，在雲林縣都市計畫中，為雲林縣四大區域「環形城市」-斗南、斗六、虎尾、西螺的成員之一，為縣內經濟活動較發達之市鎮，市區商業活動以火車站前中山路、南昌路、延平路、文元街、中正路較為熱絡，其中中山路及文元街，更是銀行及飲料店設立分行、分店之熱門街道。

### 金融、證券、保險機構
- 斗南鎮農會 信用部（本會、石龜分部、明昌分部、西埤分部、西岐分部、新光分部）
- 合作金庫銀行--斗南分行
- 元大商業銀行 斗南分行
- 京城銀行 斗南分行
- 中華郵政 斗南郵局、新光郵局、石龜郵局
- 台中商業銀行 斗南分行
- 彰化銀行 斗南分行
- 兆豐證券斗南分行
- 新安東京海上斗南通訊處
- 國泰人壽斗南通訊處
- 第一產物斗南服務中心
- 新光人壽斗南通訊處
- 富麒保險經紀人事務所
- 旺旺友聯斗南通訊處
- 安泰產物斗南服務中心

### 連鎖商店

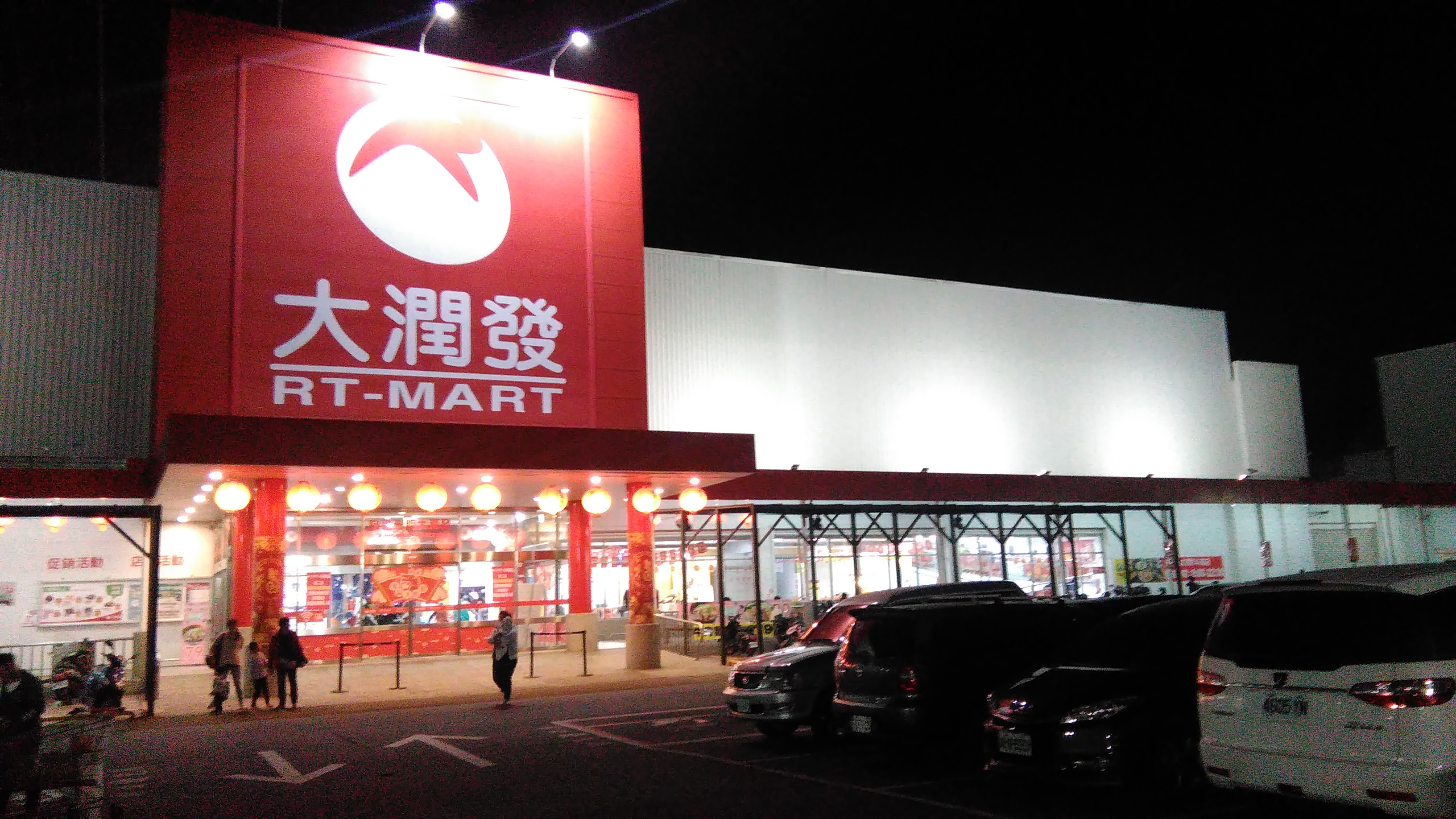
大潤發斗南店

- 大潤發斗南店
- 鞋全家福斗南店
- 阿瘦皮鞋斗南中山店
- 美美皮鞋斗南中山店
- 全聯福利中心斗南中山店
- 全聯福利中心斗南長安店
- 全聯福利中心斗南延平店
- 大大購物
- 屈臣氏斗南店
- 寶雅斗南門市
- 星巴克雲林斗南門市
- 麥當勞延平店
- 85度C斗南斗南延平餐廳
- 康是美斗南門市

## 交通
以斗南火車站為中心點，向外輻射至一個同心圓，其中延平路(台一線)、中山路、中正路、大成路、文元街、南昌西路等，為鎮內重要市區道路，其主要市區發展以台一線及中山路為發展主軸。國道一號斗南交流道周遭，有不少客運業者設站，成為雲林縣最重要的國道客運樞紐之一。

### 鐵路
- 臺灣鐵路公司縱貫線：斗南車站 - 石龜車站

### 共享機車
- 自 2020 年 10 月 8 日起，雲林縣政府與 GoShare 共同導入共享機車借還服務。[8]
- 服務範圍包括斗南市區，可供 24 小時隨時自助借還騎乘至斗六市區、虎尾市區、高鐵雲林站等地。

### 公車資訊
- 統聯客運
  - 1633 台北－北港－四湖鄉
  - 1635 台北－虎尾－四湖鄉
  - 7001 北港－台北
  - 7005 民雄－台北
- 員林客運
  - 6880 嘉義－西螺
- 臺西客運
  - 7102 虎尾－斗南
  - 7103 斗南－麥寮
  - 7105 斗南－西勢潭
  - 7106 斗南－華山
  - 7113 斗南－東耕－大湖口
  - 7119 斗南－土庫
  - 7120 斗六－大學路－虎尾
  - 7124 斗六－北勢子－北港
  - 7700 嘉義－斗六（與嘉義客運聯營）
  - 7701 嘉義－麥寮（與嘉義客運聯營）
  - 9015 臺中車站－北港（與台中客運聯營）
- 嘉義客運
  - 7700 嘉義－斗六（與臺西客運聯營）
  - 7701 嘉義－麥寮（與臺西客運聯營）
- 台中客運
  - 9015 臺中車站－北港（與臺西客運聯營）

### 公路
- 國道一號（中山高速公路）
  - 斗南交流道（240）
  - 雲林系統交流道（244）
- 台1線
  - 台1丁線
- 台78線（東西向快速道路 台西－古坑段）
  - 雲林系統交流道（30）
  - 斗南交流道（32）
- 縣道158號
  - 縣道158甲線：斗南鎮－古坑鄉
  - 縣道158乙線：斗南鎮－古坑鄉

## 教育及醫療

雲林縣立斗南高級中學

### 教育

#### 高級中等學校
- 雲林縣立斗南高級中學
- 雲林縣私立大德高級工商職業學校

#### 國民中學
- 雲林縣立斗南高級中學附設國中部
- 雲林縣立東明國民中學 （页面存档备份，存于）

#### 國民小學
- 雲林縣斗南鎮斗南國民小學 （页面存档备份，存于）
- 雲林縣斗南鎮文安國民小學 （页面存档备份，存于）
- 雲林縣斗南鎮重光國民小學 （页面存档备份，存于）
- 雲林縣斗南鎮大東國民小學 （页面存档备份，存于）
- 雲林縣斗南鎮石龜國民小學 （页面存档备份，存于）
- 雲林縣斗南鎮僑真國民小學 （页面存档备份，存于）

#### 特殊教育
- 國立雲林特殊教育學校

### 醫院
- 天主教福安醫院 （页面存档备份，存于）

## 旅遊
- 斗南順安宮
- 寒林寺
- 龍虎堂
- 斗南夜市
- 自行車雙鐵綠廊
- 石龜溪熊貓彩繪村
- 偶的家 戲偶文創園區
- 7、8號倉庫青創基地
- 他里霧文化園區
- 他里霧埤公園、行霧吊橋
- 他里霧親水公園、情人鵲橋
- 他里霧青銀共生基地（舊台汽車站）
- 斗南分局舊辦公廳舍
- 斗南國小日式宿舍

## 公共設施

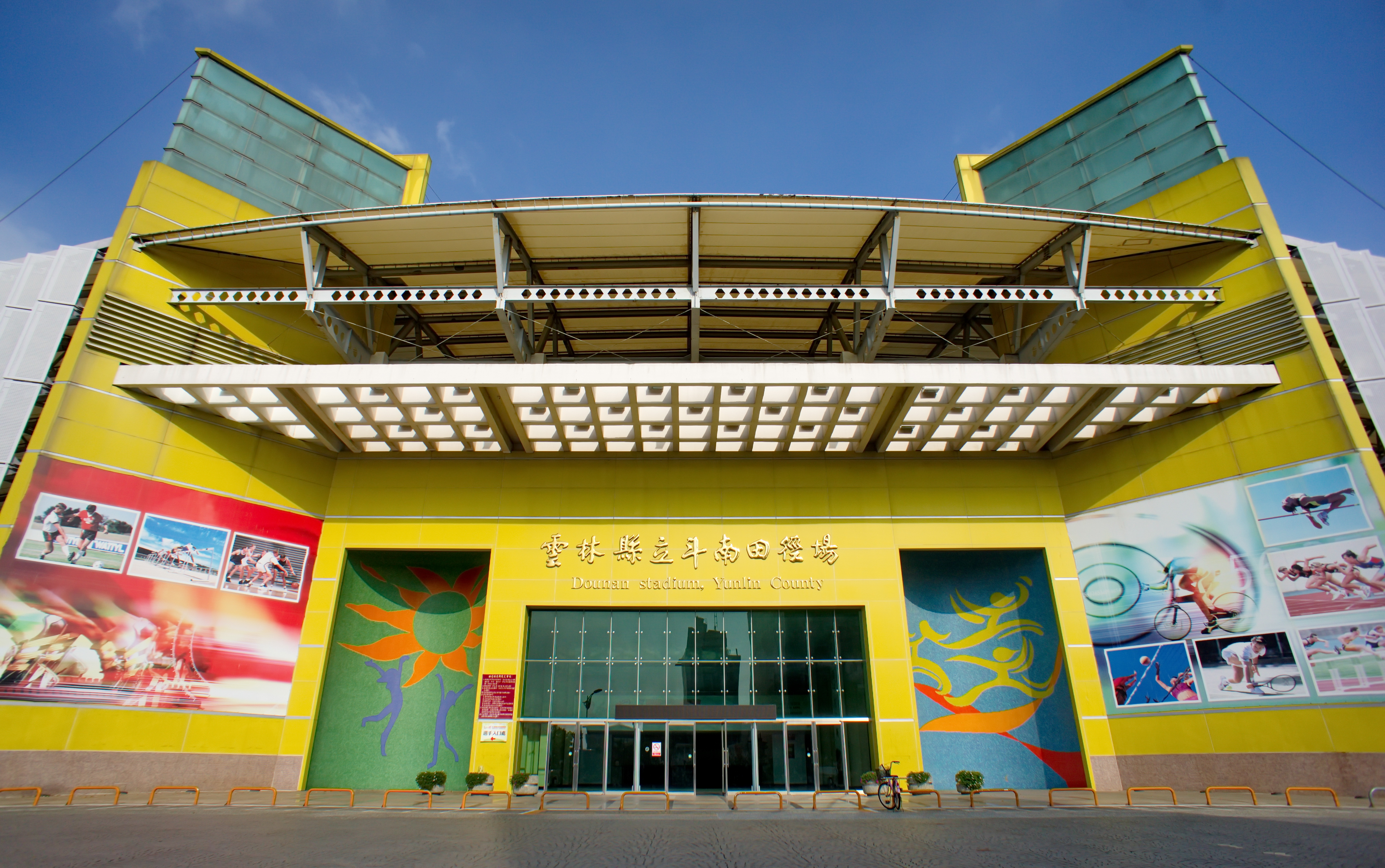
雲林縣立斗南田徑場

- 雲林縣立斗南田徑場
- 台糖鐵路自行車道

## 農特產品
- 種植作物：水稻（日本品種越光米/斗南鎮農會契作）、甘蔗、蔬菜、馬鈴薯、紅蘿蔔、玉米、葡萄、甜菊、花生、菸草（依產量由多至少排列）

## 外部連結
- 斗南鎮公所 （页面存档备份，存于）（繁體中文）
- 斗南鎮公所的Facebook專頁
- YouTube上的斗南鎮公所頻道